# 하루카제 폿프
하루카제 폿프(春風ぽっぷ 하루카제 폿프[*], 한국판 이름은 도또미(都또미))는 꼬마마법사 레미 시리즈에 나오는 등장인물. 성우는 일본에서는 이시게 사와(1기 27화만 시노 유카), 대한민국에서는 오주연 성우와 한신정 성우가 각각 MBC, 투니버스에서 열연하였다.

## 프로필
1994년 9월 9일생이며, 처녀자리이다. 혈액형은 AB형. 레미의 동생으로 항상 덜렁대는 언니를 보고 자라선지 조금 조숙하고 건방진 면이 있다. 빨간색 테마로 나오며, 피아노를 연주할 줄 안다. 마법당의 멤버들 중 한 명이지만 그렇게 비중있게 나오는 인물은 아니다. 25화에서 레미와 메이, 사랑이의 마법 장면을 목격한 후 초보 마법사가 되었다. 또미는 언니인 레미에 비하면 조숙한 편이지만, 정작 위기에 처했을 때는 잘 대처하지 못한다.

## 같이 보기
- 꼬마마법사 레미
- 꼬마마법사 레미#
- 꼬마마법사 레미 포르테
- 꼬마마법사 레미 비바체
- 꼬마마법사 레미 비밀편
- 꼬마마법사 레미의 등장인물
- 하루카제 도레미
- 후지와라 하즈키
- 세노오 아이코
- 세가와 온푸
- 아스카 모모코
- 마키하타야마 하나
- 마조리카